# Ptychoptera japonica
Ptychoptera japonica is een muggensoort uit de familie van de glansmuggen (Ptychopteridae). De wetenschappelijke naam van de soort werd voor het eerst geldig gepubliceerd in 1913 door Charles Paul Alexander.